# Guineea franceză
a nu se confunda cu Guiana Franceză
Guineea Franceză (franceză Guinée française) (1894–1958) a fost  o posesiune colonială franceză în Africa de Vest. Granițele sale, deși modificate de-a lungul timpului, corespundeau în 1958 celor ale actualului stat independent Guineea.
Guineea Franceză a fost înființată de Franța în 1891, având aceleași granițe ca și fosta colonie Rivières du Sud (1882–1891). Anterior anului 1882, regiunile de coastă ale Guineei Franceze făceau parte din colonia franceză Senegal.
În 1891, Rivières du Sud a fost plasată sub autoritatea locotenent-guvernatorului colonial din Dakar, care avea jurisdicție asupra regiunilor de coastă franceze până la Porto-Novo (actualul Benin). Patru ani mai târziu, în 1894, Rivières du Sud, Coasta de Fildeș și Dahomey au fost separate și transformate în colonii „independente”, iar Rivières du Sud a fost redenumită Colonia Guineea Franceză. În 1895, Guineea Franceză a devenit una dintre coloniile dependente, iar guvernatorul său a devenit unul dintre locotenenții-guvernatori care raportau unui guvernator general cu sediul la Dakar. 
Până în 1904, această federație de colonii a fost formalizată sub numele de Africa Occidentală Franceză. Guineea Franceză, Senegalul, Dahomey, Coasta de Fildeș și Sudanul Francez au fost administrate individual de locotenenți-guvernatori, sub coordonarea directă a guvernatorului general din Dakar.

## Istorie colonială
Guineea a fost condusă de Franța până în 1958. A devenit independentă în urma respingerii de către alegători a Constituției din 1958 propuse de Charles de Gaulle. La acel moment, Guineea Franceză a fost singura colonie care a respins noua constituție. Aceasta a devenit actuala Guineea, păstrând franceza ca limbă oficială.

Localizare